# Hidria ceretana

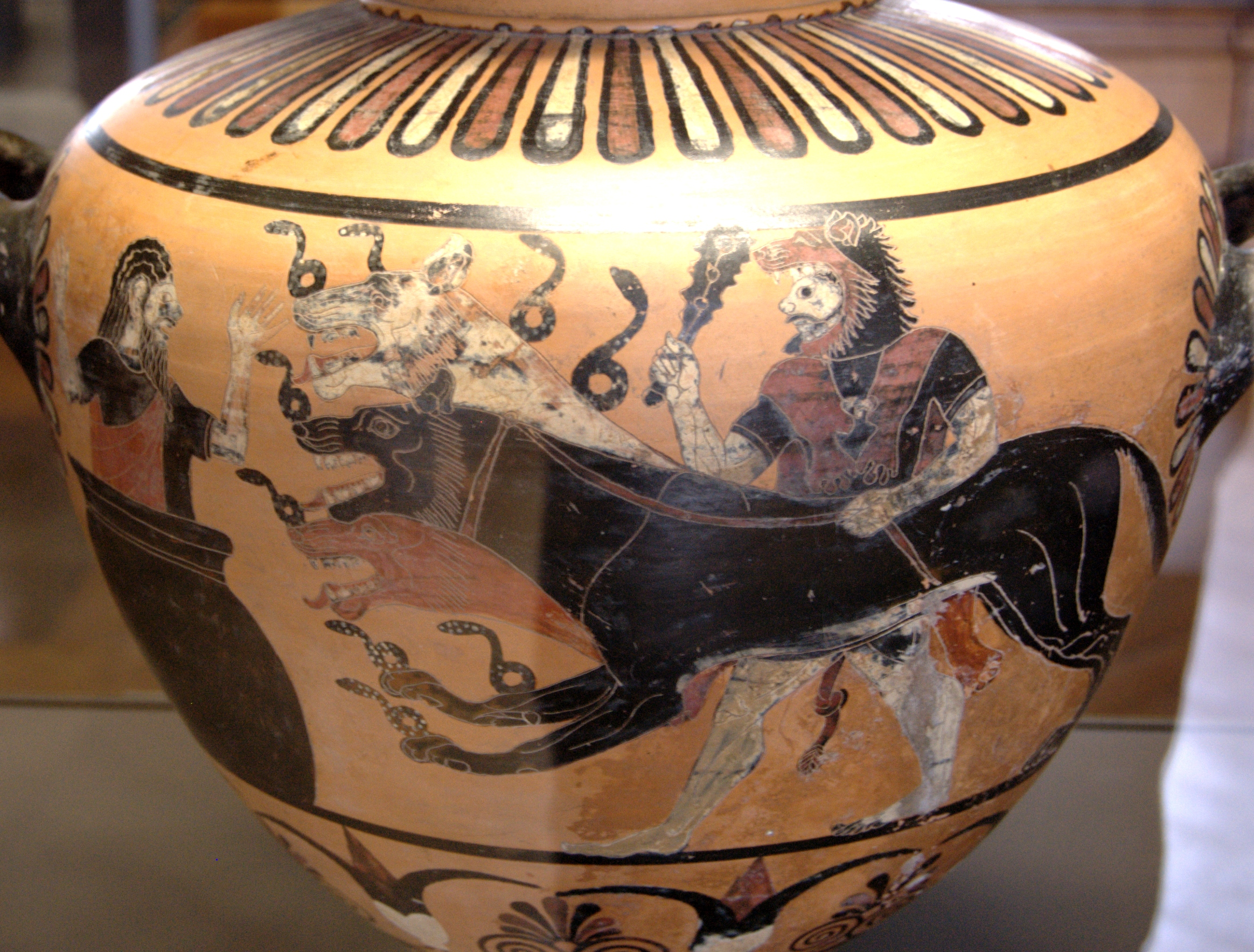
Heracles, Cerbero y Euristeo en una hidria del Pintor del águila, alrededor del 525 a. C. París: Museo del Louvre.

Una hidria ceretana es un tipo de vaso pintado de la antigua Grecia, que pertenece al estilo de las figuras negras.
ES un tipo de pintura griega de vasos particularmente colorido. Su origen geográfico es discutido por los estudiosos, pero en los últimos años ha ganado terreno la opinión de que fueron producidas por dos pintores alfareros que habían emigrado de Grecia Oriental a Caere en Etruria. Basándose en su estilo, durante mucho tiempo fueron considerados como productos etruscos o corintios. Sin embargo, las inscripciones añadidas en griego jónico apoyan la hipótesis de la inmigración. El taller solo duró una generación. Ahora se conocen unos 40 vasos de este estilo, todos producidos por dos maestros y sus ayudantes. Ninguno fue descubierto fuera de Etruria. La mayoría fueron excavados en Caere, por lo que fueron nombrados por Carl Humann y Otto Puchstein. Están datados entre el 530 y el 510/500 a. C.
Las hidrias tienen una altura de 40 a 45 cm. Están unidas al cuerpo por cuellos que se balancean ampliamente; el propio cuerpo tiene hombros anchos. En la parte inferior se encuentran anillos bajos en forma de cálices volteados. La calidad técnica de los vasos es bastante baja. Muchos están deformados o muestran signos de mala cocción. Además, muchos tienen estridencias que deben derivarse de un manejo brusco antes de la cocción. La pintura del cuerpo está separada en cuatro zonas: el hombro, una zona figurativa y ornamental en el vientre, y una zona inferior. Excepto la zona figurada en el vientre, todas las demás zonas tenían decoración ornamental. Solo se conoce una pieza con dos zonas figurativas en el vientre.

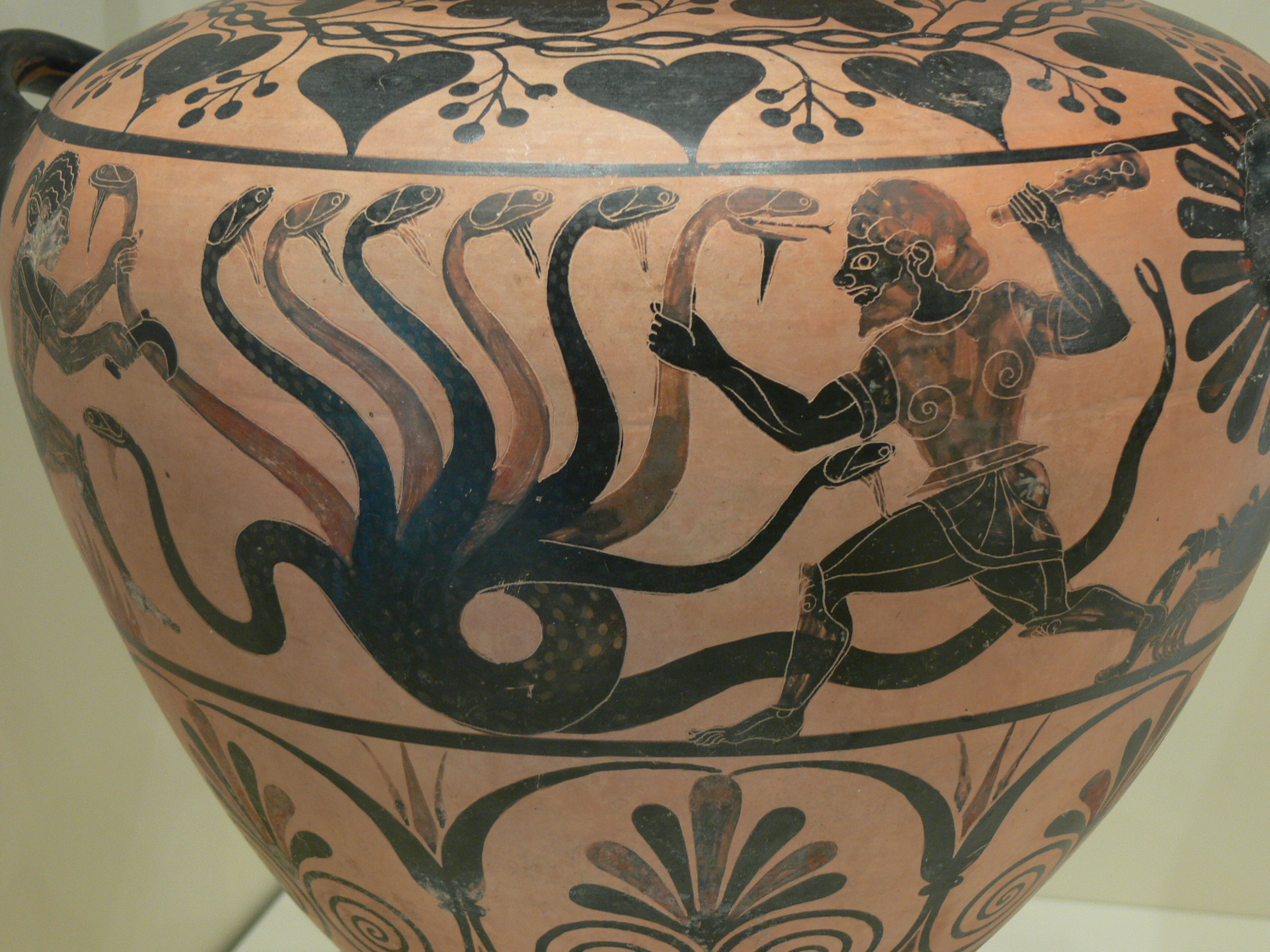
Heracles luchando contra la Hidra de Lerna en una hidria por el Pintor del águila, circa 525 a. C. Malibú: Getty Villa.

La característica más llamativa de los vasos es su colorida decoración. En este sentido, se diferencian de todos los demás estilos de pintura de vasos de figuras negras. El estilo se asemeja a la pintura jónica de vasos y a los paneles de madera multicolor encontrados en Egipto. Su decoración figurativa está en la panza. Los hombres son representados con la piel roja, negra o blanca, las mujeres casi siempre en blanco. Los contornos y los detalles interiores fueron tallados, como es común en los vasos de figuras negras. Las áreas cubiertas de engobe negro brillante a menudo se cubrían con una capa adicional de engobe blanco brillante, de modo que el negro subyacente fuera visible en los detalles incisos. La imagen frontal es siempre dinámica, la posterior a menudo de naturaleza heráldica.
La ornamentación es un componente importante de las hidrias, no está eclipsada por los motivos figurados. Se usaron esténciles para estarcido los ornamentos; no están incisos. Los pies, las asas y el interior de la boca están decorados con llamas rojas y negras alternadas. Debido al deslizamiento de dos capas, las llamas tienen el borde negro. Los cuellos están decorados con meandros, cruces en espiral o zarcillos polícromos con brotes, una sola pieza conocida presenta un bucranio. Los hombros fueron pintados con patrones de llamas o zarcillos y bayas de hiedra negra. Los rayos negros, blancos y rojos se colocan sobre el pie. Bajo las asas, hay palmetas individuales.
El estudio de las hidrias ceretanas fue adelantado especialmente por Jaap M. Hemelrijk. También distinguió a los dos maestros a los que se atribuyen los vasos, pero su distinción de alfareros y pintores de ornamentos no ha prevalecido. Llamó a los dos artistas el Pintor de Busiris y el Pintor del águila. Este último es considerado el representante superior del estilo. Se interesaron especialmente en los motivos mitológicos, que generalmente indican una influencia oriental. En el vaso con el nombre del Pintor de Busiris, Heracles está pisoteando al faraón egipcio Busiris. Heracles suele aparecer con frecuencia, por ejemplo con Neso, Aqueloo, el León de Nemea, Alcioneo o Folo. Hermes es representado robando ganado. También hay imágenes de Odiseo y Polifemo, Europa, Dioniso y el regreso de Hefesto al Monte Olimpo. Además, hay escenas de la vida cotidiana, por ejemplo, escenas de palacios, cacerías, sacrificios y guerreros. Algunos vasos muestran motivos raros, por ejemplo, Ceto acompañado de un sello blanco. En un caso, ambos pintores colaboraron en un solo vaso.
Aparte de las hidrias, se conoce un solo alabastrón del Pintor del águila. Estilísticamente relacionadas con las hidrias ceretanas están las ánforas de cuello rayado.